# Jean-Luc Bideau
Jean-Luc Bideau (Ginevra, 1º ottobre 1940) è un attore svizzero.

## Biografia
È figlio di Pierre Bideau, docente di psicologia delle vendite all'Università di Losanna, segretario centrale dell'Unione dei viaggiatori d'affari della Svizzera romanda e membro del Partito liberale, e di Lucie Jordi. Suo fratello François é un ingegnere. Dopo aver studiato al Conservatoire national supérieur d'art dramatique di Parigi debuttò al Théâtre National Populaire.
Nel 1969 tornò in Svizzera dove diventa una figura eminente della cinematografia elvetica. Al cinema affianca sempre l'attività teatrale e, a partire dagli anni '80, comincia anche una fortunata carriera televisiva diventando popolare con la serie francese H. Nel 1989 recita nella serie televisiva "La piovra 4" nel ruolo del giornalista Davide Faeti. Nel 1991 partecipa al film televisivo Liberate mio figlio.

## Filmografia parziale
- Per favore, chiudete le persiane (Les Bons Vivants), regia di Gilles Grangier e Georges Lautner - episodio La Fermeture (1965)
- Il ladro di Parigi (Le Voleur), regia di Louis Malle (1967)
- Evviva la libertà (Mister Freedom), regia di William Klein (1968)
- Charles mort ou vif, regia di Alain Tanner (1969)
- L'Amerikano (État de siège), regia di Costa-Gavras (1972)
- L'invito (L'Invitation), regia di Claude Goretta (1973)
- Belle, regia di André Delvaux (1973)
- Primavera carnale (Sérieux comme le plaisir), regia di Robert Benayoun (1975)
- Jonas che avrà vent'anni nel 2000 (Jonas qui aura 25 ans en l'an 2000), regia di Alain Tanner (1976)
- Il salario della paura (Sorcerer), regia di William Friedkin (1976)
- Le Jour de noces, regia di Claude Goretta (1977)
- Ashanti, regia di Richard Fleischer (1979)
- Che cavolo mi combini papà?!! (Tout feu, tout flamme), regia di Jean-Paul Rappeneau (1982)
- Flirt, regia di Roberto Russo (1983)
- L'ispettore Lavardin (Inspecteur Lavardin), regia di Claude Chabrol (1986)
- Una donna spezzata, regia di Marco Leto - miniserie TV (1989)
- Un cuore in inverno (Un cœur en hiver), regia di Claude Sautet (1992)
- Eloise, la figlia di D'Artagnan (La fille de d'Artagnan), regia di Bertrand Tavernier (1994)
- Fourbi, regia di Alain Tanner (1996)
- Il violino rosso (Le violon rouge), regia di François Girard (1998)
- Azzurro, regia di Denis Rabaglia (2000)
- Quel giorno (Ce jour-là), regia di Raúl Ruiz (2003)
- Sa Majesté Minor, regia di Jean-Jacques Annaud (2007)
- L'amore inatteso (Qui a envie d'être aimé ?), regia di Anne Giafferi (2011)
- Let My People Go!, regia di Mikael Buch (2011)
- Uomini di fede (Ainsi soient-ils) – serie TV (2012- in corso)
- Tale madre tale figlia (Telle mère, telle fille), regia di Noémie Saglio (2017)

## Doppiatori italiani
- Elio Zamuto in Una donna spezzata
- Michele Gammino in Flirt